# Mary Simon
Mary Jeannie May Simon (Kangiqsualujjuaq (Quebec), 21 augustus 1947) is een Canadees oud-journalist en diplomaat. Sinds 26 juli 2021 is zij gouverneur-generaal van Canada.

## Loopbaan
Simon begon te werken als journalist bij CBC North in 1969. Zij schreef ook voor het tijdschrift Inuit Today. Van 1979 tot 1982 was zij vicevoorzitter en van 1982 tot 1985 voorzitter van de Makivik Corporation, een organisatie die de belangen van de Inuit in Quebec verdedigt. Vanaf 1980 werkte zij bij de Inuit Circumpolar Council; van 1986 tot 1992 was zij daar voorzitter.
Van 1999 tot 2002 was Simon de Canadese ambassadeur in Denemarken. In 2021 werd zij door premier Justin Trudeau aan koningin Elizabeth II voorgesteld als gouverneur-generaal van Canada na het aftreden van Julie Payette. Haar koninklijke nominatie werd zeer bekritiseerd in de Franstalige delen van Canada omdat zij geen Frans spreekt.